# Régulo Pérez
Régulo Peréz (Caicara del Orinoco, Estado Bolívar, 1929) es un artista experimental venezolano.

## Biografía
Entre los años 1945 y 1947 cursó estudios en la Escuela de Artes Plásticas Cristóbal Rojas, siendo además destacada su participación en el Taller Libre de Arte de Caracas (1948). A comienzos de la década de los cincuenta se traslada a Roma donde conoció e instruyó con Renatto Guttuso, adhiriéndose al realismo social y en 1952 se muda a París donde estudia pintura mural y litografía en la Escuela de Bellas Artes. En 1956 regresa a Venezuela y en compañía de autores como Jacobo Borges y Luis Guevara Moreno define las perspectivas filosóficas y estéticas del movimiento figurativo social. Además de ello es fundador de la Escuela de Artes Plásticas de la Universidad de los Andes. Además de su trabajo como pintor se ha destacado como caricaturista e ilustrador en distintas publicaciones periódicas.
En 1955 representó a Venezuela en la III Bienal de Sao Paulo y al retornar a Venezuela en 1957 se unió a la disidencia contra la dictadura de Marcos Peréz Jiménez. Representó a Venezuela en la Bienal de Venecia en 1958 y 1980. En 1972 participó en el Encuentro Plástico Latinoamericano en la Casa de las Américas, en La Habana, Cuba. En 1986 participó en el Festival de Artes Plásticas de Bagdad, Irak y en 1987 realizó una gira para mostrar Retratos Hablados del Libertador en países como Surinam, Guyana, Jamaica, Curazao, Aruba y Haití.
Además, son célebres sus ilustraciones en libros como De ciertos Animales Criollos y Los puntos cardinales y Juan de Cumarebo de Josefina Urdaneta. En 1992 editó Orinoco, irónico y onírico, editado por la Academia Nacional de la Historia. Por su labor tanto artística como dentro de la caricatura ha recibido múltiples premios tanto en Venezuela como a nivel internacional.

## Obras[3]
Exposiciones Individuales
- Vampiros, Museo de Bellas Artes, Caracas (1970)
- Vampiros, Casa de Las Américas, La Habana (1973)
- Exposición, Bienal de Venezia, Italia (1980)
- Exposición, Museo de Arte Contemporáneo de Caracas Sofía Imber, Caracas, (1982)
- Operación Rescate: El mundo encontrado en el mundo perdido en el Museo de Arte Contemporáneo, Guayana (1986)[4]
- Exposición, Venezuela Art Center, Nueva York (1988)
- Ciertos animales criollos, Universidad Pontificia de Salamanca, España (1994)
- Salón del Humor, Universidad de Alcalá de Henares, España (1994-95)
- Exposición, Museo de Artes de Houston, USA (2018)[5]

Murales
- Mural de la poesía, plaza Luis Razetti, Barinas

Ilustraciones en publicaciones
- Fantoches (1950-60)
- El Morrocoy Azul (1950)
- El Farol (1950-60)
- Tribuna Popular (1958-78)
- La Pava Macha (1959-64)
- La Saparapanda (1965-69)
- El Sádico Ilustrado (1969)
- Régulo, carga y descarga (1977-1982)

## Reconocimientos
- Premio Lastenia Tello de Michelena, VIII Salón Arturo Michelena (1950)
- Premio Arturo Michelena, IX Salón Arturo Michelena (1951)
- Premio Arturo Michelena, XIII Salón Arturo Michelena (1955)
- Premio Henrique Otero Vizcarrondo, XVIII Salón Oficial y Premio Antonio Edmundo Monsanto, XV Salón Arturo Michelena (1957)
- Premio de dibujo, Facultad de Arquitectura y Urbanismo, Universidad Central de Venezuela (UCV) (1958)
- Premio Federico Brandt, XX Salón Oficial y Primer premio, Salón Julio T. Arze (1959)
- Premio Nacional de Dibujo y Grabado, XXI Salón Oficial y Premio John Boulton, XXI Salón Oficial (1960)
- Premio Emilio Boggio, XIX Salón Arturo Michelena (1961); Premio Emilio Boggio, XXIII Salón Arturo Michelena (1965)
- Premio Nacional de Pintura, XXVIII Salón Oficial y Cuarto premio, mención dibujo, I Bienal Latinoamericana de Dibujo y Grabado, Facultad de Arquitectura y Urbanismo, UCV (1967)
- Premio Nacional de Artes Plásticas, I Salón de las Artes Visuales en Venezuela (1972)
- Premio Andrés Pérez Mujica, XXXIV Salón Arturo Michelena (1976)
- Tercer premio, I Salón Nacional de Grabado, Maracaibo y Premio Hermógenes López, XXXV Salón Arturo Michelena (1977)
- Premio Andrés Pérez Mujica, XXXVII Salón Arturo Michelena (1979); Premio Nacional de Periodismo, mención caricatura, CNP, Caracas y Premio Municipal de Periodismo, mención caricatura, Concejo Municipal del Distrito Federal, Caracas (1986)
- Premio Andrés Pérez Mujica, LIV Salón Arturo Michelena (1996)
- Premio Armando Reverón (1999)